# Tomai, Găgăuzia
Tomai este un sat în Unitatea Teritorială Autonomă Găgăuzia, Republica Moldova.

## Demografie

### Structura etnică
Structura etnică a localității conform recensământului populației din 2004:
| Grup etnic                    | Populație | % Procentaj |
| ----------------------------- | --------- | ----------- |
| Găgăuzi                       | 4767      | 95,07%      |
| Ruși                          | 80        | 1,60%       |
| Ucraineni                     | 46        | 0,92%       |
| Bulgari                       | 37        | 0,74%       |
| Băștinași declarați Moldoveni | 36        | 0,72%       |
| Țigani                        | 28        | 0,56%       |
| Alții                         | 20        | 0,40%       |
| Total                         | 5014      |             |

## Administrație și politică
Componența Consiliului local Tomai (13 consilieri), ales la 5 noiembrie 2023, este următoarea:
|  | Partid                                       | Consilieri | Componență | Componență | Componență | Componență |
|  | -------------------------------------------- | ---------- | ---------- | ---------- | ---------- | ---------- |
|  | Partidul Socialiștilor din Republica Moldova | 4          |            |            |            |            |
|  | Candidat independent VALERI IALAMA           | 1          |            |            |            |            |
|  | Candidat independent IVAN IALAMA             | 1          |            |            |            |            |
|  | Candidat independent PIOTR TERZI             | 1          |            |            |            |            |
|  | Candidat independent NINA STAMAT             | 1          |            |            |            |            |
|  | Candidat independent MIHAIL GARGALÎC         | 1          |            |            |            |            |
|  | Candidat independent CONSTANTIN GARCIU       | 1          |            |            |            |            |
|  | Candidat independent VICTOR BALABAN          | 1          |            |            |            |            |
|  | Candidat independent IVAN NEDEALCO           | 1          |            |            |            |            |
|  | Candidat independent VICTOR GRIGORIEV        | 1          |            |            |            |            |

## Personalități născute aici
- Dumitru Topciu (1888-1958), om politic.